# Indigofera bussei
Indigofera bussei är en ärtväxtart som beskrevs av Jan Bevington Gillett. Indigofera bussei ingår i släktet indigosläktet, och familjen ärtväxter. Inga underarter finns listade i Catalogue of Life.